# Notropis procne
Notropis procne är en fiskart som först beskrevs av Edward Drinker Cope, 1865.  Notropis procne ingår i släktet Notropis och familjen karpfiskar. Inga underarter finns listade i Catalogue of Life.